# Chondrostega murina
Chondrostega murina is een vlinder uit de familie van de spinners (Lasiocampidae). De wetenschappelijke naam is gepubliceerd in 1927 door Aurivillus.